# Liberal (Oregon)
Liberal ist ein gemeindefreies Gebiet im Clackamas County, Oregon, USA.

## Lage
Es liegt an der Oregon Route 213 zwischen Mulino und Molalla.
Liberal wurde in den 1840er Jahren von Harrison Wright, William Russell, WD Woodcock, James Barnard und Francis Jackson gegründet. Als die ursprünglichen Landansprüche begannen zu verfallen, wurde das Gebiet Mitte des 19. Jahrhunderts vor allem von schweizerischen und deutschen Familien besiedelt.

## Name
Der Ort wurde nach den "liberalen" Kreditpraktiken des Gründers des Liberal Store benannt.

## Einrichtungen
In Liberal gibt es einen Laden, ein Sägewerk, eine Hühnerfuttermühle, einen Familienbetrieb mit mehreren Generationen und die Evangelical Community Chapel, eine Kirche.

## Wirtschaft
Hauptsächlich lebt das Gebiet von der Landwirtschaft.